# Graves Nunataks
Graves Nunataks är nunataker i Antarktis. De ligger i den centrala delen av kontinenten. Inget land gör anspråk på området.